# Lustige Blätter
Lustige Blätter a fost un săptămânal satiric ilustrat din Berlin, fondat în 1886 și suspendat în 1944.

## Istoric
Lustige Blätter înseamnă în limba română „foi amuzante”; subtitlul revistei era „schönstes buntes Witzblatt Deutschlands” („cele mai frumoase benzi desenate colorate din Germania”). Scriitorul și jurnalistul Alexander Moszkowski (1851-1934) s-a asociat cu doi confrați, Julius Stettenheim (1831-1919) și Otto Eysler, tot editori și ei, iar toți trei au fondat la Hamburg în primele luni ale anului 1886 un supliment ilustrat; revista s-a mutat în 1887 la Berlin și a fost inclusă gratuit în Berliner Börsen-Courier, fiind tipărită într-un tiraj de 20.000 de exemplare. Stettenheim și Moszkowski lucraseră anterior la Berliner Wespen.
Potrivit lui Marie-Anne Matard-Bonucci, „ea este cea care a popularizat, în Germania, formatul mare și paginile cu titluri în culori”. Revista l-a avut ca editor pe Otto Eysler și ca redactor-șef pe Alexander Moszkowski.
Alături de Simplicissimus, revista Lustige Blätter a fost, începând din anii 1896-1900, principala sursă de desene satirice din Germania, după cum au remarcat, la acel moment, mulți observatori francezi precum John Grand-Carteret, care a reprodus pentru cititorii săi imaginile apărute în Lustige Blätter.
Revista s-a adaptat politicii editoriale practicate în cel de-al Treilea Reich de a nu se publica caricaturi, chiar și amicale, ale liderilor naziști, concentrându-se astfel pe conducătorii țărilor străine și pe evrei.

## Ilustratori
Printre numeroșii artiști care au contribuit la această revistă sunt de menționat Franz von Bayros, Lyonel Feininger, Ernst Heilemann, Fritz Koch-Gotha, Thomas Theodor Heine, Friedrich Heubner, Karl Holtz, Walter Trier, Brunon Gęstwicki, Lieselotte Friedlaender, Kurt Heiligenstaedt, Gino von Finetti, Ludwig Manzel, Ernst Heilemann, Paul Simmel, Georg Mühlen-Schulte, Julius Klinger, Franz Jüttner, Démétrios Galanis, Ernst Stern, Eduard Thöny, Brynolf Wennerberg, Theo Zasche și Heinrich Zille.